# 中足骨
中足骨（ちゅうそくこつ、英名：metatarsal bone(s)、羅名：os metatarsi, os metatarsale、羅名pl.：ossa metatarsi, ossa metatarsalia）とは、四肢動物の後肢を構成する長骨のひとつである。蹠骨（しょこつ）とも呼ばれる。生物の分類によって中足骨の数は異なる。足根骨の先に位置し、ヒトにおいては足底の基礎となる。

## ヒト以外の中足骨
ウマには人差指、中指、薬指に対応した中足骨が存在するが、このうち中指に対応したもののみが指を持ち発達している。親指は進化の極めて早期に退化しており現在見つかっている最古の化石馬の時点で既に中足骨も完全に消失している。次いで小指も早くに退化したために対応する中足骨も早期の化石馬のみの存在で、それ以降は完全に消失し存在しない。人差指と薬指に対応するものはかつては指が存在(三趾馬)したために機能していたが、これもやがて退化し現在ではもはや指が存在しないため痕跡的に存在しているのみで役に立っていないようである。

## ヒトの中足骨
ヒトの中足骨は、左右の足根骨の遠位に5本ずつ存在する細長い管状骨で、趾節骨より長く、内側から外側へ向けて第1 - 第5趾と対応して、第1中足骨、第2中足骨、第3中足骨、第4中足骨、第5中足骨（英名：metatarsal bone I - V, first metatarsal bone - fifth metatarsal bone、羅名：os metatarsi I - V, os metatarsi primum - os metatarsi quintum）と呼ばれる。
第1中足骨が最も短く、最も太い。第2中足骨が最も長い。第3、第4、第5中足骨の順で短くなる。中足骨は中足骨頭（遠位端）・中足骨底（近位端）・中足骨体（骨幹部）の3つの部分に分けられる。
中足骨頭は大きな球状で、趾節骨を構成する基節骨底と関節する。
中足骨底は中足骨の近位端で太く、足根骨と関節する。関節面の形は5本の中足骨で異なり、第1中足骨は鞍状に突起し、第2中足骨では中央部がへこみ、第3、第4中足骨では平面的、第5中足骨では不完全な鞍状になっている。
中足骨体は底側面が浅くくぼむように緩く湾曲し、中足骨頭、中足骨底より細く、隣り合う中足骨との間に中足骨間隙 interosseous metatarsal spaces, spatia interossea metatarsi がある。中足骨間隙には背側骨間筋、底側骨間筋が配置される。中足骨体の背側面は遠位部では扁平であり、底側面の中央では縦に長く隆起するため、この断面はほぼ三角形を成す。

### 中足骨と関節する骨
- 足根骨
  - 第1中足骨底と内側楔状骨は2軸性の鞍関節である母趾足根中足関節で関節する。
  - 第2 - 第5中足骨底と遠位手根骨は半関節状の複関節である足根中足関節で関節する。
- 基節骨
  - 中足骨頭と基節骨底とは中足指節関節（MP関節、MCP関節ともいう）で関節する。

### 中足骨から起始する筋肉
- 底側骨間筋
- 母趾内転筋
- 短小趾屈筋

### 中足骨に停止する筋肉
- 前脛骨筋
- 後脛骨筋
- 長腓骨筋
- 短腓骨筋
- 第三腓骨筋